# 검은 물 밑에서
검은 물 밑에서(일본어: 仄暗い水の底から 호노구라이미즈노소코카라[*])는 2002년 공개된 일본의 공포 영화로, 스즈키 고지의 공포 단편집 《어두 컴컴한 물밑에서》의 한 편 〈부유하는 물〉이 원작이다. 2005년에는 미국에서 리메이크되어 《다크 워터》라는 이름으로 공개되었다.

## 줄거리
이혼 후 힘겹게 새 삶을 시작하려는 요시미 마츠바라는 딸 이쿠코와 함께 낡은 아파트로 이사한다. 그녀는 출판사에서 교정 일을 하며, 딸은 유치원에 보낸다. 이사 온 아파트 천장에는 계속해서 심해지는 누수가 발생하고, 건물 관리인에게 항의하지만 해결되지 않는다. 요시미는 아파트에서 기이한 일들을 겪기 시작한다. 아무리 버려도 다시 나타나는 빨간 가방, 그리고 긴 머리의 어린 소녀의 환영을 보게 된다. 이러한 일들은 그녀가 어릴 적 버려졌던 기억을 떠올리게 한다. 그녀는 종종 이쿠코를 데리러 늦고, 전 남편이 이쿠코를 데려가려 할 때 스트레스를 받는다. 요시미는 1년 전 실종된 미츠코 카와이라는 소녀의 사진을 보게 되는데, 그녀는 노란 우비와 빨간 가방을 가지고 있었다. 미츠코는 요시미의 위층에 살았던 아이였다.
어느 날, 요시미는 위층 아파트에서 수도꼭지가 열린 채 물이 넘쳐 흐르는 것을 발견하고, 그곳에서 이쿠코를 찾는다. 변호사의 도움으로 관리인은 마침내 누수 문제를 해결하지만, 빨간 가방은 다시 나타난다. 요시미는 옥상에서 물탱크가 미츠코가 실종되기 직전에 마지막으로 점검되었다는 것을 알게 되고, 미츠코가 빨간 가방을 잡으려다 물탱크에 빠져 익사했다는 것을 깨닫는다. 한편, 미츠코의 유령은 욕조에서 이쿠코를 익사시키려 한다.
요시미는 서둘러 집으로 돌아와 이쿠코를 데리고 도망치려 하지만, 엘리베이터 문이 닫히는 순간 그녀를 쫓아오는 것이 이쿠코이고, 이쿠코가 미츠코를 데리고 있음을 알게 된다. 미츠코는 요시미에게 매달리고, 요시미는 미츠코가 떠나지 않을 것을 직감한다. 결국, 요시미는 미츠코의 영혼을 달래기 위해 자신을 희생하고, 격렬한 물줄기 속에서 미츠코에게 흡수된다. 
10년 후, 고등학생이 된 이쿠코는 폐허가 된 아파트를 다시 찾아간다. 그곳에서 그녀는 오래된 아파트가 깨끗하게 정리되어 있고 마치 사람이 사는 것처럼 보인다는 것을 깨닫는다. 그녀는 변함없이 젊은 모습의 요시미를 보게 된다. 요시미는 이쿠코와 함께 있을 수 없음을 미안해하며, 이쿠코가 잘 지내는 것만으로도 행복하다고 말한다. 그 순간, 미츠코가 요시미 옆에 나타나고, 그들은 함께 사라진다.

## 출연

### 주연
- 구로키 히토미

### 조연
- 칸노 리오
- 코히나타 후미요
- 미즈카와 아사미
- 오기 시게미츠
- 오구치 미레이
- 도쿠이 유
- 야츠 이사오

## 기타
- 원작자: 스즈키 코지
- 조명: 토미야마 메이조
- 조감독: 아다치 마사키
- 음향: 이와쿠라 마사유키
- 음향: 카키자와 키요시
- 미술: 나카자와 카츠미

## 수상
- 2002년 제6회 부천국제판타스틱영화제 심사위원 특별상 (장편)